# Aleks Verli
Aleks Verli (* 7. Juli 1920 in Muzina, Saranda) war ein albanischer Politiker der Partei der Arbeit Albaniens.

## Biografie
Verli wurde 1958 zum Mitglied der Volksversammlung (Kuvendi Popullor) gewählt und gehörte dieser als Vertreter für den Kreis Saranda von der vierten Legislaturperiode bis zum 15. Dezember 1976 an.
Am 4. Juni 1956 wurde er als Nachfolger von Abdyl Këllezi Finanzminister in der Regierung von Ministerpräsident Mehmet Shehu. Nach mehr als achtzehnjähriger Tätigkeit in dieser Funktion folgte ihm am 29. Oktober 1974 Lefter Goga als Finanzminister. Im Anschluss fungierte er von 1974 bis 1976 noch als Direktor der Nationalbank Banka e Shtetit Shqiptar.